# Biodiversitäts-Exploratorien
Biodiversitäts-Exploratorien sind Forschungseinheiten zur Untersuchung der Biologischen Vielfalt in Deutschland. Die Exploratorien sind ein von der Deutschen Forschungsgemeinschaft finanziertes Verbundprojekt (DFG-Schwerpunktprogramm 1374 – Bereich Infrastruktur). Drei Exploratorien dienen als offene Forschungsplattform für Wissenschaftler aus ganz Deutschland. Die Forschungsplattform zeichnet sich aus durch:
- Vollständigkeit – auf den Untersuchungsflächen wird nahezu die gesamte Biodiversität erfasst. So werden nicht nur einzelne Arten untersucht, sondern Arten und Artengruppen aus unterschiedlichen Organismengruppen von unterschiedlichen trophischen Ebenen sowie von ober- und unterirdisch lebenden Arten.
- Räumliche Skalierung – die Biodiversität und Ökosystemprozesse werden auf unterschiedlichen räumlichen Skalen untersucht, von der Plot- bis zur Landschaftsebene.
- Langfristigkeit – die Untersuchungen finden auf denselben Untersuchungsflächen seit 2006 statt.
- Vergleichbarkeit – die Fragestellungen der einzelnen Projekte werden auf den zahlreichen real bewirtschafteten Flächen der drei Untersuchungsregionen in Deutschland mit denselben, standardisierten Methoden bearbeitet.
- Zentrales Datenmanagement und gemeinsame Datennutzung: alle Daten und Ergebnisse der bislang 141 Projekt werden über ein zentrales Datenmanagement System (BExIS) archiviert und allen Forschenden und in großen Teilen auch der allgemeinen Öffentlichkeit zugänglich gemacht.

Die Biodiversitäts-Exploratorien dienen der gesamten deutschen Biodiversitätsforschungsgemeinschaft als inspirierende Untersuchungsplattform. In der sechsten Phase sind über 250 Mitglieder von insgesamt 47 Institutionen involviert, die gemeinsam die Leitfragen der Biodiversitäts-Exploratorien analysieren.

## Standorte der Exploratorien

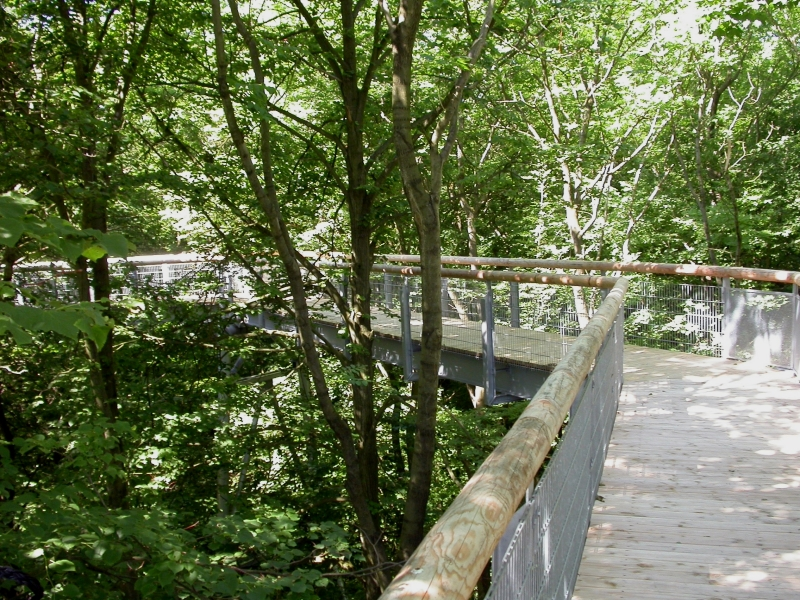
Baumkronenpfad im Nationalpark Hainich, einer der Exploratorien Standorte

Bisher existieren drei Exploratorien:
1. Exploratorium Schorfheide-Chorin[2]
2. Exploratorium Hainich-Dün[3]
3. Exploratorium Schwäbische Alb[4]

## Forschungsdesign
Die Untersuchungen folgen einer streng hierarchischen Struktur.

### Gridplots
Insgesamt gibt es 1000 sogenannte Gridplots: Jedes Exploratorium enthält eine große Zahl an Untersuchungsflächen, die sich in ihrer Untersuchungsintensität unterscheiden. Da in der ersten Projektphase nur Grünland und Wälder berücksichtigt werden, wurde über ausgewählte Landschaftsbereiche ein Raster mit insgesamt 1000 Flächen pro Exploratorium gelegt. In diesen wurden die Zahl und Häufigkeit von Pflanzenarten sowie Landnutzungstypen und -intensität dokumentiert. Zusätzlich werden Bodenproben jeder Fläche analysiert.

### 100 Experimentierplots (EPs)
Nach der ersten Erfassung wurden insgesamt 100 der Gridplotflächen (50 Wald, 50 Grünland pro Exploratorium) für eine intensivere Untersuchung ausgewählt. Diese repräsentieren den Gradienten der Landnutzungsintensität von weitgehend ungenutzten (z. B. EP im Landschaftsschutzgebiet am Sternenberg / Schwäbische Alb) bis zu stark genutzten Ökosystemen. Diese Experimentierplots sind mit Geräten zur Messung von Boden- und Lufttemperatur sowie Bodenfeuchte ausgestattet und besitzen eine für Manipulationsexperimente geeignete Größe.
Auf diesen Experimentierplots werden die Diversitäten weiterer Gruppen z. B. von Bienen, Ichneumoniden und anderen Hymenopteren, Heteropteren, Dipteren, Chrysomeliden, Curculioniden, Carabiden und xylobiontischen Käfern untersucht. Diese Tiergruppen werden regelmäßig durch unterschiedliche Fangmethoden und Fallentypen erfasst (Saugsammler, Kescher, Kreuzfensterfallen, Photoeklektoren und Begasung). Zusätzlich werden die Bestäubersysteme für Grünlandpflanzen und Unterholz durch wiederholte Sammlung bestäubender Insekten auf individuellen Pflanzen quantifiziert.
Auf diesen intensiven Untersuchungsflächen werden assoziierte Ökosystemprozesse untersucht, z. B. Biomasse und Wachstum der Wälder, Jahresnettoprimärproduktivität in Grünländern, Bodenatmung sowie Kohlenstoff- und Stickstoffanteile verschiedener Pflanzenteile. In 16 dieser 100 Untersuchungsflächen (VIPs) werden sehr intensive Studien zu Mikroorganismengemeinschaft und Mykorrhizapilzen mit Hilfe von molekularen Markern durchgeführt.

### Experimente auf den EPs
Auf den Experimentierplots finden eine Reihe von sogenannten Manipulationsexperimenten statt. Vor allem beinhalten sie Manipulationen von Pflanzendiversität, den Ausschluss funktioneller Gruppen oder die Verlagerung von Ressourcen, um für den jeweiligen Landnutzungstyp und dessen Intensität Konsequenzen für die Diversität und Ökosystemfunktion zu ermitteln. Diese Experimente beschäftigen sich im Gegensatz zu korrelativen Zusammenhängen aus Beobachtungen und Monitoring mit den kausalen Beziehungen.
Einige erprobte (etablierte) Experimente sind:
- Einsaat-Experiment im Grünland, um die begrenzte Samenzahl zu erhöhen und dadurch die Beziehungen zwischen Pflanzendiversität und Primärproduktivität zu untersuchen
- Einsaat-Experiment mit Baumarten, um die Grenze des Samenvorkommens und den Etablierungserfolg als Funktion der Diversität und Artenidentität maternaler Bäume zu testen
- Störungsexperimente, um die Auswirkungen von Störungsintensität und -häufigkeit auf die Regenerationsfähigkeit von unterschiedlich artenreichen Vegetationstypen zu untersuchen
- Umzäunungsexperiment, um große Herbivore auszuschließen und deren Einfluss auf die Baumetablierung und Diversität zu erfassen
- Streu-Verlagerungsexperiment, um die Veränderungen des Bodenkohlenstoffs und der Destruentengemeinschaft zu untersuchen
- Totholz-Manipulationsexperimente am Boden und in Baumkronen, um deren Bedeutung für die xylobiontische Gemeinschaft zu ermitteln
- Kleinsäuger-Ausschlussexperiment, um deren Effekte auf die Arthropodendiversität zu erfassen
- Vogel- und Fledermaus-Ausschlussexperiment mit Netzen, um deren Einfluss auf die Arthropodendiversität und die Samenzusammensetzung der Pflanzen zu ermitteln
- Räuber-Beute-Manipulationen z. B. Einführung von Blattlauskolonien, um deren Überleben und das von assoziierten Räubergemeinschaften zu erfassen
- Herbivorie-Experimente zur Quantifizierung des Herbivoriegrades auf individuelle Pflanzen und zur Erfassung der Pflanzenfitness gespritzter und ungespritzter Pflanzen

### Teilprojekte
Zusätzlich zu den regulären, systematischen Arbeiten des Kernprojektes, erfassen weitere Teilprojekte ab 2008 verschiedene andere Taxa.

## Publikationen
Das Projekt generiert eine große Zahl unterschiedlicher Daten, die zu einer Fülle von Publikationen führen. Auf der Seite des Projektes findet sich eine annähernd vollständige Publikationsliste. Deshalb kann hier nur eine kleine Auswahl dargestellt werden.
Doktorarbeiten
- Steffen Boch (2011): Drivers of vascular plant and lichen diversity in Central European forests. Thesis, University Bern
- Stephanie A. Socher (2011): Effects of land use on the diversity of grassland plants. Dissertation, University of Bern
- Manfred Türke (2011): Complicating a Complex Ecosystem Function: the Controversial Role of Gastropods in a Myrmecochorous Seed Dispersal Mutualism. Thesis, Friedrich Schiller University Jena
- Christiane Will (2011): Assessment of the functional diversity of soil microbial communities in the German Biodiversity Exploratories by metagenomics. Thesis, University Goettingen
- Christiane Weiner (2016): Diversity and resource choice of flower-visiting insects in relation to pollen nutritional quality and land use. Thesis, TU Darmstadt

Diplom/Master/Bacholorarbeiten
- Sofia Baur (Juni 2011): Nahrungspräferenz der Blaumeise (Cyanistes caeruleus) vor Beginn der Brutzeit auf der Schwäbischen Alb. Bachelorarbeit Institut für Experimentelle Ökologie, Betreuung AG Kalko, Universität Ulm.